# Peter Waldo

Peter Waldo, Valdo, Valdes ili Waldes (oko 1140. – oko 1205.), također i Pierre Vaudès ili de Vaux, bio je vođa srednjovjekovnog kršćanskog duhovnog pokreta valdenga.

## Odnos s Valdenzima
Smatra se da je Peter Waldo osnovao pokret valdenga negdje između 1170. i 1177. godine, iako je bilo tvrdnji da su valdenzi prethodili Waldu.
U svojoj Povijesti crkve Vaudois (1859.) Antoine Monastier citira Bernarda, Abbotta od Foncalda, koji je krajem 12. stoljeća zabilježio da su valdenzi nastali u vrijeme Lucijeva papinstva. Monastier pretpostavlja da se odnosi tekst na papu Lucija II. (1144. – 1145.), i zaključuje da su valdenzi bili aktivni prije 1145. godine. Bernard također kaže da ih je isti papa Lucije osudio kao heretike, ali je zabilježeno da ih je osudio papa Lucije III 1184.
Monastier također tvrdi da je Eberard de Béthune, pišući 1210. godine (iako Monastier iznosi godinu 1160.), tvrdio da se ime "Vaudois" odnosi stanovnike dolina ili one koji "prebivaju u dolini tuge i suza" i da je bio u upotrebi prije Petera Walda.

## Život i rad
Većina pojedinosti Waldovog života nepoznata je. Dosadašnji izvori prenose da je bio bogati trgovac tkaninom iz Lyona i čovjek koji se malo obrazovao. Nešto prije 1160. godine doživio je nadahnuće nizom događaja: propovijedi o životu svetog Aleksija, odbijanja transupstancijacije kad se to smatralo zločinom i iznenadna i neočekivana smrt dragog prijatelja tijekom večernjeg obroka. Od tada je počeo živjeti radikalnim kršćanskim životom, poklonio je većinu svoje imovine svojoj supruzi i dio je podijelio kao milostinju siromašnima.
Otprilike u to vrijeme Waldo je započeo s javnim propovijedima i poučavanjima šireći svoje ideje jednostavnosti i siromaštva, posebno da "nitko ne može služiti dvojici gospodara, Bogu i Mamonu." Waldo je osudio ono što je smatrao papinskim ekscesima i neke katoličke dogme, uključujući čistilište i transupstancijaciju. Rekao je da su ove dogme "bludnica" iz knjige Otkrivenja. Do 1170. Waldo je okupio velik broj sljedbenika, koji se nazivaju siromašnima iz Lyona, siromašnima iz Lombardije ili siromašnima od Boga. Evangelizirali su svoje učenje dok su putovali kao trgovci. Često ih se naziva valdensijima (ili valdenzima) kako bi razlikovali od albigenza ili katara.
Valdežanski pokret od početka je karakteriziralo propovijedanje od strane laika, dobrovoljno siromaštvo i strogo i doslovno interpretiranje Biblije. Između 1170. i 1180. Waldo je dao nalog jednom kleriku iz Lyona da prevede Novi zavjet na "narodni jezik romansa“ (francusko-provansalski). Waldo je stoga zaslužan za objavljivanje prvog prijevoda Biblije u Europi na 'moderni jezik' izvan latinskog.
U siječnju 1179. Waldo i jedan od njegovih učenika odlazi u Rim, gdje su ih dočekali papa Aleksandar III i Rimska kurija. Pozvani su da daje objašnjenje svojih vjerskih stavova pred komisijom od tri klerika, uključujući pitanja o kojima se tada raspravljalo u Crkvi, poput univerzalnog svećeništva, propovijedanja evanđelja na narodnom jeziku i pitanja dobrovoljnog siromaštva. Rezultati sastanka nisu bili konačni. Papa je potvrdio Waldov zavjet siromaštva, ali zabranjeno mu je nastaviti propovijedati zato što je bio laik.
Waldove ideje, ali ne i sam pokret, osuđeni su na Trećem lateranskom saboru u ožujku iste godine. Vođe valdenškog pokreta još nisu bili izopćeni iz Crkve.
nakon što su otjerani iz Lyona, Waldo i njegovi sljedbenici nastanili su se u visokim dolinama Pijemonta i u Francuskoj na Luberonu i nastavili su propovijedati svoju inačicu kršćanstva utemeljenom na izravnom tumačenju Novog zavjeta. Walda je ekskomunicirao papa Lucije III tijekom sinode održane u Veroni 1184., a doktrinu siromaha iz Lyona ponovno je osudilo vijeće na Četvrtom lateranskom saboru 1215. godine, kada su prvi put poimence spomenuli skupinu i proglasili njezina načela herezom. U strahu od crkvenog progona Waldovi sljedbenici pobjegli su u planinska područja sjeverne Italije i osnovali valdensku evangeličku crkvu koja još uvijek postoji.

### Primarni izvori
- Anonymous. Siječanj 1996. [1218] The Conversion of Peter Waldo.   Halsall, Paul (ur.). Internet Medieval Source Book. Pristupljeno 8. kolovoza 2017.
- Waldo, Peter. 1969. [1180] Profession of Faith. Wikispaces.com. Prijevod: Wakefield, Walter; Evans, Austin. Inačica izvorne stranice arhivirana 14. srpnja 2020. Pristupljeno 8. kolovoza 2017.
- Ex Chronico Canonici Laudunensis. Recueil des Historiens des Gaules et de la France (latinski). XIII. Paris. 1786
- Map, Walter. 1924. [after 1192] Of the Sect of the Waldenses. De Nugis Curialium. Prijevod: Tupper, Frederick; Bladen Ogle, Marbury

### Sekundarni izvori
- Aston, M. 1993. Faith and Fire: Popular and Unpopular Religion, 1350–1600. Bloomsbury Academic. London. ISBN 978-1-85285-073-9
- Beard, C. 1885. [1883] Reform before the Reformation. The Reformation of the sixteenth century in its relation to modern thought and knowledge. The Hibbert Lectures. Williams and Norgate. London. str. 24
- Cathcart, W. 1883. Waldenses, The. The Baptist Encyclopædia: A Dictionary of the Doctrines, Ordinances, Usages, Confessions of Faith, Sufferings, Labors, and Successes, and of the General History of the Baptist Denomination in All Lands. vol. 2. Louis H. Everts. Philadelphia, PA. str. 1200-1201 |volume= sadrži dodatni tekst (pomoć)
- Lelong, Jacques. 1723. Biblia Gallica: Versiones antiquae et codices manuscripti. Bibliotheca Sacra (latinski). I. François Montalant. Paris.
- Jones, W. 1819. The History of the Christian Church from the Birth of Christ to the Eighteenth Century. vol. II. W. Myers. London.  |volume= sadrži dodatni tekst (pomoć)
- Monastier, Antoine. 1859. A History of the Vaudois Church from Its Origin. Religious Tract Society. London. Bernard.
- Perrin, J.P. 1884. History of the Old Waldenses Anterior to the Reformation. Macon & Company. New York, NY.
- Roe, E.T.; Hooker, L.R.; Handford, T.W. 1907. Waldenses. The New American Encyclopedic Dictionary. J. A. Hill. New York, NY.
- Tourn, G. 1980. The Waldensians: The first 800 years (1174–1974). Claudiana. Torino.
- Wylie, J.A. 1848. History of the Waldenses. Cassell, limited. London.